# XIV Korpus Armijny (III Rzesza)
XIV Korpus Armijny (niem. XIV. Armeekorps) - niemiecki korpus, uczestniczył w agresji na Polskę, Francję i Jugosławię oraz w ataku na Związek Radziecki.  
XIV Korpus Armijny został sformowany 1 kwietnia 1938 roku jako XIV Korpus Zmotoryzowany. W składzie 10 Armii uczestniczył w zajęciu Czechosłowacji przez III Rzeszą. W 1939 roku dowodzony przez gen. Gustava von Wietersheima brał udział w agresji na Polskę wchodząc w skład 10 Armii, a w 1940 roku na Francję. W kwietniu 1941 roku uczestniczył w inwazji na Jugosławię, natomiast w czerwcu w ataku na Związek Radziecki. W dniu 21 czerwca 1942 roku został przemianowany na XIV Korpus Pancerny. Rozbity został w lutym 1943 roku przez Armię Czerwoną w czasie walk pod Stalingradem.

## Dowództwo korpusu
Dowódcy:
- gen. Gustav von Wietersheim[4] (do przemianowania na XIV KPanc.)

Szefowie sztabu:
- gen. mjr Friedrich-Wilhelm von Chappuis (do października 1939)
- płk Eduard Metz (3.10.1939 - 21.06.1941)
- ppłk Friedrich Blümke (21.06.1941 - 1.03.1942)
- płk Eberhard Thunert (1.03.1942 - do przemianowania na XIV KPanc.)[5]

## Struktura organizacyjna
Skład we wrześniu 1939 roku:
- 1 Dywizja Lekka
- 13 Dywizja Piechoty Zmotoryzowanej
- 29 Dywizja Piechoty Zmotoryzowanej

Skład w 1942 roku:
- 9 Dywizja Pancerna
- 16 Dywizja Pancerna
- Dywizja SS „Wiking”